# Мартиненко Максим Дмитрович
Макси́м Дми́трович Марти́ненко (нар. 14 червня 1988) — український бадмінтоніст, чемпіон України 2008 року, гравець Національної збірної України.

## Досягнення
Переможець чемпіонату України 2008 року в чоловічій парній категорії. У парі з молодшим братом Миколою Мартиненком зайняв 3 місце в чемпіонаті України 2011 року (Харків). 2015 року став срібним призером чемпіонату України серед команд з бадмінтону (Одеса).
Чемпіони України в чоловічій парній категорії
- 2008 — Дружченко Владислав — Мартиненко Максим (Дніпро)